# バセム・スラルフィ
バセム・スラルフィ（Bassem Srarfi，1997年6月25日 - ）は、チュニジア・チュニス出身のサッカー選手。アル・アラビ・クウェート所属。ポジションはMF。チュニジア代表。

## 経歴

### クラブ
2020年1月25日、SVズルテ・ワレヘムに完全移籍した。

### 代表
2018 FIFAワールドカップを戦うチュニジア代表の本大会メンバーに選出された。

## 代表歴

### 出場大会
- チュニジア代表
  - 2018 FIFAワールドカップ

### 試合数
- 国際Aマッチ 19試合 1得点（2018年-）[3]

| チュニジア代表 | 国際Aマッチ | 国際Aマッチ |
| 年             | 出場        | 得点        |
| -------------- | ----------- | ----------- |
| 2018           | 10          | 0           |
| 2019           | 5           | 1           |
| 2020           | 0           | 0           |
| 2021           | 0           | 0           |
| 2022           | 0           | 0           |
| 2023           | 0           | 0           |
| 2024           | 4           | 0           |
| 通算           | 19          | 1           |